# ハリド・アル＝ハマディ
ハリド・アル＝ハマディ(Khalid Issa A. H. Al-Hamadi、アラビア語: خالد عيسى الحمادي 、 1987年10月23日 – )は、カタールの男子フェンシング選手。ドーハ出身。
2008年の北京オリンピックにカタール代表として選ばれた。男子エペ個人1回戦で韓国の崔秉哲に3-15で敗れている。